# Пашеку де Оливейра, Жуан (политик)
Жуан Пашеку де Оливейра (порт. João Pacheco de Oliveira; 13 июля 1880, Кашуэйра, Баия — 24 сентября 1951, Рио-де-Жанейро) — бразильский юрист, журналист и политик; сенатор в Эру Варгаса, в 1935—1937 годах.

## Биография
Жуан (Жоао) Оливейра родился 13 июля 1880 года в муниципалитете Кашуэйра в штате Баия; в марте 1902 года он окончил юридический факультет университета штата. В 1908 году стал также и журналистом — сотрудничал с газетами «A Cidade», «Diário da Bahia», «Democrata» и «Jornal de Notícias». В следующем году был избран депутатом штата; поддерживал кандидатуру Руя Барбозы на пост президента страны.
Оливейра одержал победу на выборах в Сенат Бразилии, проходивших в 1934 году по новой (третьей) конституции: стал одним из двух сенатором от восточного штата Баия. Возглавил комиссии по вопросам образования и здравоохранения. Будучи избранным на восьмилетний срок в 37-й созыв бразильского сената, занимал свой пост неполные три года, с 1935 по 1937 год — поскольку в ноябре 1937 года президент Жетулиу Варгас организовал государственный переворот и основал централизованное государство Эстадо Ново (Estado Novo).
После падения режима Варгаса, Оливейра в сентябре 1945 года участвовал в создании Синдикалистской народной партии (PPS). В 1946 году вместе с PPS присоединился к Социальной прогрессивной партии (PSP). На дополнительных выборах в январе 1947 года был избран федеральным депутатом от Баии — стал членом комиссии по конституции и правосудию нижней палаты парламента. Умер в Рио-де-Жанейро 24 сентября 1951 года.